# Hemerobius morobensis
Hemerobius morobensis is een insect uit de familie van de bruine gaasvliegen (Hemerobiidae), die tot de orde netvleugeligen (Neuroptera) behoort. 
Hemerobius morobensis is voor het eerst wetenschappelijk beschreven door New in 1989.